# فهرست فرودگاه‌های جزایر الند
این مقاله شامل فهرست فرودگاه‌های جزایر الند است که بر پایهٔ مکان قرارگیری آن‌ها مرتب شده است.

## فهرست
| نام فرودگاه            | یاتا | ایکائو | شهرستان  | نوع      |
| ---------------------- | ---- | ------ | -------- | -------- |
| فرودگاه صحرایی کوملینگ |      | EFKG   | Kumlinge | غیرنظامی |
| فرودگاه ماریاهام       | MHQ  | EFMA   | ماریهام  | غیرنظامی |